# Partit Popular de la Comunitat Valenciana
El Partit Popular de la Comunitat Valenciana (PPCV) és la secció regional del Partit Popular al País Valencià.

## Història
Abans de la seua fundació com a Partit Popular de la Comunitat Valenciana, s'anomenava Aliança Popular del Regne de València, ja que el partit no acceptava la denominació Comunitat Valenciana i, a diferència de les altres seccions del partit a altres autonomies, el seu logotip era blau (i no roig), ja que reclamava la presència de la franja blava a la Reial Senyera.
El PP va estar a l'oposició de les Corts Valencianes durant el mandat de Pedro Agramunt Font de Mora però el 1993 se celebrà el VII Congrés del partit, el segon després de la refundació, i resultà escollit Eduardo Zaplana qui en 1995 va guanyar les eleccions per majoria simple i va aconseguir la presidència després d'un pacte amb Unió Valenciana (l'anomenat Pacte del Pollastre), on el candidat d'aquesta formació, Vicent González Lizondo, es convertí en president de les Corts Valencianes. El 1999 va aconseguir majoria absoluta i, des d'aleshores, continua al davant del govern del Consell de la Generalitat Valenciana, fins al 2015, després de la seua victòria a les eleccions a les Corts Valencianes de 2011.
Durant el temps que va del 1999 fins al 2014, governant el territori valencià, els consellers del PPCV (entre altres, Isabel Bonig) van contractar pel sistema de contractació públic a l'empresa Levantina de Seguridad, fundada pel màxim dirigent del partit d'extrema dreta valencià España 2000 José Luis Roberto, perquè vigilara edificis oficials. Aquests contractes eren milionaris i es feren malgrat que es sabera la relació de l'empresa amb l'extrema dreta. Durant aquest temps el sistema de contractació públic estava ple de pràctiques corruptes. Quan van ocórrer més contractes va ser durant la presidència d'Eduardo Zaplana.
Amb l'eixida de Zaplana de la presidència del partit, el 2002, durant la que es va iniciar un sistema de finançament dual vinculat a la trama Gürtel amb una caixa B, i s'inicia un conflicte entre el coneguts com a "zaplanistes" i els seguidors del nou president, Francesc Camps.
El partit dirigeix les diputacions d'Alacant, Castelló i València i va ser el partit més votat a les eleccions locals de 2011, obtenint la majoria d'alcaldies del País Valencià. Oimés, governa amb majoria absoluta a les tres capitals de província: València amb Rita Barberà, Alacant amb Sonia Castedo i Castelló amb Alfonso Bataller.
El 2011 va obtindre 55 escons dels 99 del total (majoria absoluta en 50 escons), continuant així Francisco Enrique Camps Ortiz al capdavant del govern valencià i fent impossible un pacte entre el PSPV, la Coalició Compromís i Esquerra Unida del País Valencià per a arravatar-li el govern al PP. A conseqüència del cas Gürtel, Camps fou substituït per Alberto Fabra Part al capdavant del partit i com a president de la Generalitat Valenciana. El juliol de 2015, després que Fabra renunciàs a la presidència del PP valencià arran dels resultats electorals a les eleccions autonòmiques de maig, Isabel Bonig Trigueros va ser escollida per aclamació pel comité executiu i la junta directiva del PP valencià com a presidenta, després d'haver estat designada per a aquests càrrecs per la direcció estatal del partit.
Els seus mandats durant el segle XXI van dur a terme l'estratègia de José María Aznar d'expansió del model de Madrid al País Valencià i trencar els vincles entre València i Barcelona, i en una dècada, el PP va esdevenir hegemònic, esdevenint fracassos com la Ciutat de la Llum, el Palau de les Arts de València, la gestió de la Fira de València, el Circuit Urbà de València, el col·lapse de Bancaixa, Caixa Mediterrani i el Banc de València, el tancament de Canal 9, i desenes de càrrecs del Partit Popular imputats per corrupció i finançament il·lícit de les campanyes electorals del PP en 2007 i 2008.
El Partit Popular de la Comunitat Valenciana tingué un domini prolongat (20 anys) de les eleccions autonòmiques i municipals caracteritzat pels esquitxos dels casos de corrupció investigats. Aquest domini acabà en les eleccions del 2015 (tant les municipals com les autonòmiques). A partir d'aquesta legislatura, la secció valenciana de Ciutadans començà a substituir-los en els punts principals de les seues campanyes.
El 2015 fou investigat per la Fiscalia de València per suposats casos de nepotisme entre el 2009 i el 2012. En la primera fase de la investigació confirmà les sospites, ja que trobà que la Entitat de Sanejament d'Aigües de la Generalitat Valenciana gastà, entre 2009 i 2012, uns 512.468 euros per a pagar llocs de treball sense l'obligatòria autorització del Consell.
El 2016 les Noves Generacions del Partit Popular de la Comunitat Valenciana van acusar al partit governant d'aleshores atribuint-los la despesa de 2.500 euros en cerveses a càrrec de la Generalitat Valenciana. Aquesta acusació fou publicada pel diari ABC, que assenyalava a directament a dirigents dels partits del Pacte del Botànic (Compromís, PSPV i Podem). Aquestes despeses resultaren ser fetes pel PPCV. El fet va ser batejat com al Birragate.
A finals 2017 va iniciar una campanya "anticatalanista" perquè les famílies denuncien casos de catalanisme a les aules.
El partit polític denuncià que a Ferrocarrils de la Generalitat Valenciana s'hi havien fet compres irregulars el 2018 i FGV, mitjançant una auditoria, revelà que aquestes compres irregulars es feren entre el 2000 i el 2007, anys en què governava el PPCV. FGV traslladà les dades de l'auditoria a la Fiscalia i a Intervenció de la Generalitat Valenciana.
El juliol de 2015, després que Alberto Fabra renunciàs a la presidència del PP valencià arran dels resultats electorals a les eleccions autonòmiques de maig, Isabel Bonig Trigueros va ser escollida per aclamació pel comité executiu i la junta directiva del PP valencià com a presidenta, després d'haver estat designada per a aquests càrrecs per la direcció estatal del partit.
El juliol de 2015, després que Alberto Fabra renunciàs a la presidència del PP valencià arran dels resultats electorals a les eleccions autonòmiques de maig, Isabel Bonig Trigueros va ser escollida per aclamació pel comité executiu i la junta directiva del PP valencià com a presidenta, després d'haver estat designada per a aquests càrrecs per la direcció estatal del partit. Per primera vegada des del 1999 i després de vint anys de governs conservadors, el PPCV va perdre la majoria absoluta. Aquesta situació permeté l'Acord del Botànic els partits de l'esquerra (PSPV-PSOE, Coalició Compromís i Podem) sumaven majoria absoluta, i governaren plegats fins que després de les eleccions a les Corts Valencianes de 2023 el candidat popular, Carlos Mazón, va haver de negociar un pacte de govern amb Vox, que es va tancar ràpidament.

## Presidents populars del Consell de la Generalitat
- Eleccions a les Corts Valencianes de 1995: Eduardo Zaplana
- Eleccions a les Corts Valencianes de 1999: Eduardo Zaplana
- Remodelació del Govern espanyol de 2002: José Luis Olivas Martínez
- Eleccions a les Corts Valencianes de 2003: Francisco Enrique Camps Ortiz
- Eleccions a les Corts Valencianes de 2007: Francisco Enrique Camps Ortiz
- Eleccions a les Corts Valencianes de 2011: Francisco Enrique Camps Ortiz
- Dimissió de Francisco Enrique Camps Ortiz: Alberto Fabra Part
- Eleccions a les Corts Valencianes de 2023: Carlos Mazón Guixot

## Política

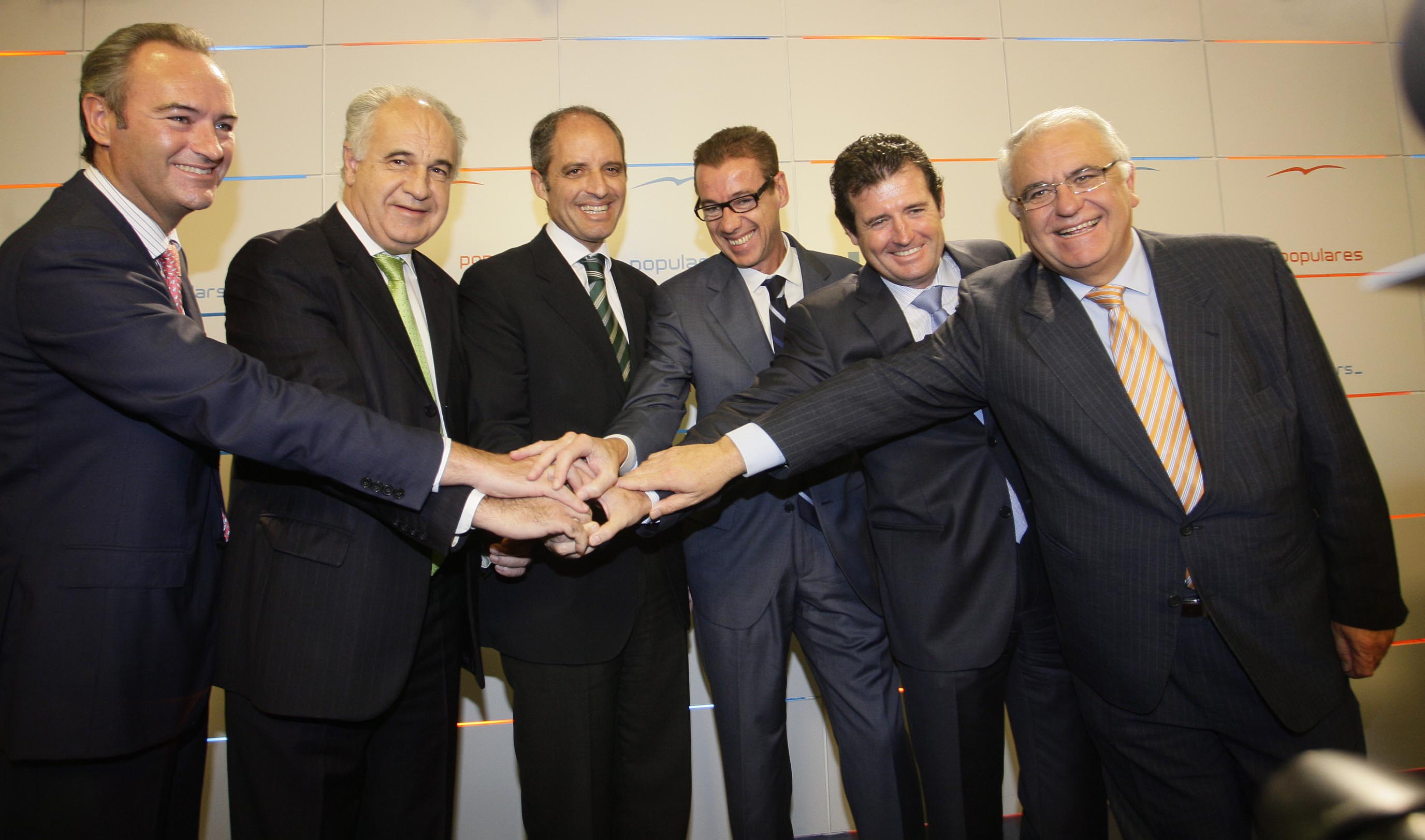
Alberto Fabra, Rafael Blasco, Francesc Camps, Antonio Clemente, José Ciscar i Juan Cotino.

La secció del País Valencià del Partit, coneguda com a Partit Popular de la Comunitat Valenciana, està dirigida actualment per Alberto Fabra Part. És la segona secció més forta del partit a tot Espanya, tant pel nombre de sufragis, com de membres electes al Congrés dels Diputats, a les Corts Valencianes i als Ajuntaments i Diputacions Provincials.
Des de 1995 governa la Generalitat Valenciana i les capitals de les tres províncies, totes elles amb majoria absoluta. Va comptar amb el suport del partit Unió Valenciana per obtenir el govern de la ciutat de València el 1991 i el del País el 1995 i després ha ocupat l'espai polític d'aquesta formació. A banda del president són figures rellevants del món polític valencià Eduardo Zaplana, Rita Barberà, Carlos Fabra i Luis Díaz Alperi.
El partit ha estat acusat de facilitar la destrucció del territori facilitant la requalificació de terrenys agraris convertint-los en urbans. Exemple d'açò seria Marina d'Or a Orpesa, o la investigació que la comissió europea va portar a terme l'any 2008 sobre la LRAU i la LEV, aprovades pel Partit Popular. L'any 2007 va impulsar el tancament de repetidors de Televisió de Catalunya al País Valencià, al·legant que emetien de forma alegal, utilitzant freqüències sense assignar propietat del Govern d'Espanya.
D'altra banda, alguns dels membres del partit han negat la unitat de la llengua catalana, com és el cas d'Esteban González Pons, que a un debat televisiu que va tenir lloc a TVE, va dir: "Es un placer decir a ERC en un debate preelectoral que el valenciano y el catalán no son lo mismo; y mientras el PP represente al pueblo valenciano, no impondrán su lengua en la Comunitat Valenciana", contestant als representants d'ERC i CiU. En 1992 va nàixer una associació vinculada al Partit Popular de la Comunitat Valenciana anomenada Asociación Valenciana de Castellanohablantes, que demananava la optativitat de l'assigntaura de valencià a tota la Comunitat.
Destaca també la subvenció que reben les escoles privades enfront de l'abandonament de l'ensenyament públic, sobretot a les ciutats de València i Alacant, la construcció d'Hospitals privats com els d'Alzira i Torrevella, en compte de potenciar altres de públics com el de Sant Joan és una altra característica, aquesta de política sanitària. Per acabar destaca la promoció d'esports com la vela amb events com la Copa Amèrica o la Volvo Ocean Race. Un altre element de la política popular va ser portar esdeveniments de fama mundial al País Valencià, com el Gran Premi d'Europa de Fórmula 1, que es va portar a terme per primera vegada a València l'any 2008.

## Resultats electorals

### Corts Valencianes
| Elecció | Candidat             | Vots      | %      | Escons  | +/– | Govern   |
| ------- | -------------------- | --------- | ------ | ------- | --- | -------- |
| 1983    | Manuel Giner         | 609.519   | 32,11  | 32 / 89 | Nou | Oposició |
| 1987    | Rita Barberà i Nolla | 476.009   | 23,95  | 25 / 89 | 7   | Oposició |
| 1991    | Pedro Agramunt       | 558.617   | 28,1   | 31 / 89 | 6   | Oposició |
| 1995    | Eduardo Zaplana      | 1.013.859 | 43,3   | 42 / 89 | 11  | Coalició |
| 1999    | Eduardo Zaplana      | 1.085.011 | 48,63  | 49 / 89 | 7   | Majoria  |
| 2003    | Francesc Camps       | 1.146.780 | 47,90  | 48 / 89 | 1   | Majoria  |
| 2007    | Francesc Camps       | 1.277.458 | 53,27  | 54 / 99 | 6   | Majoria  |
| 2011    | Francesc Camps       | 1.211.112 | 50,67  | 55 / 99 | 1   | Majoria  |
| 2015    | Alberto Fabra Part   | 653.186   | 46,1   | 31 / 99 | 24  | Oposició |
| 2019    | Isabel Bonig         | 508.534   | 18,85% | 19 / 99 | 12  | Oposició |
| 2023    | Carlos Mazón         | 881.893   | 35,75  | 40 / 99 | 21  | Coalició |

| Evolució del nombre d'escons a les Corts Valencianes | Evolució del nombre d'escons a les Corts Valencianes | Evolució del nombre d'escons a les Corts Valencianes | Evolució del nombre d'escons a les Corts Valencianes | Evolució del nombre d'escons a les Corts Valencianes | Evolució del nombre d'escons a les Corts Valencianes | Evolució del nombre d'escons a les Corts Valencianes | Evolució del nombre d'escons a les Corts Valencianes | Evolució del nombre d'escons a les Corts Valencianes | Evolució del nombre d'escons a les Corts Valencianes | Evolució del nombre d'escons a les Corts Valencianes | Evolució del nombre d'escons a les Corts Valencianes |
| Circumscripció / Any                                 | 1983                                                 | 1987                                                 | 1991                                                 | 1995                                                 | 1999                                                 | 2003                                                 | 2007                                                 | 2011                                                 | 2015                                                 | 2019                                                 | 2023                                                 |
| ---------------------------------------------------- | ---------------------------------------------------- | ---------------------------------------------------- | ---------------------------------------------------- | ---------------------------------------------------- | ---------------------------------------------------- | ---------------------------------------------------- | ---------------------------------------------------- | ---------------------------------------------------- | ---------------------------------------------------- | ---------------------------------------------------- | ---------------------------------------------------- |
| Alacant                                              | 10                                                   | 9                                                    | 12                                                   | 15                                                   | 16                                                   | 16                                                   | 19                                                   | 20                                                   | 11                                                   | 7                                                    | 15                                                   |
| Castelló                                             | 10                                                   | 8                                                    | 9                                                    | 11                                                   | 12                                                   | 13                                                   | 12                                                   | 13                                                   | 8                                                    | 5                                                    | 10                                                   |
| València                                             | 12                                                   | 8                                                    | 10                                                   | 16                                                   | 21                                                   | 19                                                   | 23                                                   | 22                                                   | 12                                                   | 7                                                    | 15                                                   |
| TOTAL                                                | 32                                                   | 25                                                   | 31                                                   | 42                                                   | 49                                                   | 48                                                   | 54                                                   | 55                                                   | 31                                                   | 19                                                   | 40                                                   |

- El resultats del 1983 corresponen a la Coalició Popular, composta per Aliança Popular i Unió Valenciana.
- El resultats del 1987 corresponen a la Federació d'Aliança Popular (FAP).

### Corts Generals
| Corts Generals |               |               |               |               |               |               |               |
| Any            | País Valencià | País Valencià | País Valencià | País Valencià | País Valencià | País Valencià | País Valencià |
| Any            | Congrés       | Congrés       | Congrés       | Congrés       | Congrés       | Senat         | Senat         |
| Any            | Vots          | %             | Pos.          | Escons        | +/–           | Escons        | +/–           |
| 1977           | 110.761       | 5,94          | 4t            | 1 / 29        | Nou           | 0 / 12        | Nou           |
| 1979           | 84.316        | 4,51          | 4t            | 0 / 29        | 1             | 0 / 12        | =             |
| 1982           | 613.147       | 29,24         | 2n            | 10 / 29       | 10            | 3 / 12        | 3             |
| 1986           | 603.231       | 28,98%        | 2n            | 10 / 31       | =             | 3 / 12        | =             |
| 1989           | 572,101       | 27.00%        | 2n            | 9 / 31        | 1             | 3 / 12        | =             |
| 1993           | 987,317       | 40.48%        | 1r            | 15 / 31       | 6             | 8 / 12        | 5             |
| 1996           | 1,130,813     | 43.73%        | 1r            | 15 / 32       | =             | 9 / 12        | 1             |
| 2000           | 1,267,062     | 52.11%        | 1r            | 19 / 32       | 4             | 9 / 12        | =             |
| 2004           | 1,242,800     | 46.78%        | 1r            | 17 / 32       | 2             | 9 / 12        | =             |
| 2008           | 1,415,793     | 51.59%        | 1r            | 19 / 33       | 2             | 9 / 12        | =             |
| 2011           | 1,390,233     | 53.32%        | 1r            | 20 / 33       | 1             | 9 / 12        | =             |
| 2015           | 838,135       | 31.26%        | 1r            | 11 / 32       | 9             | 9 / 12        | =             |
| 2016           | 919,229       | 35.44%        | 1r            | 13 / 33       | 2             | 9 / 12        | =             |
| 2019 (I)       | 498,680       | 18.56%        | 2n            | 7 / 32        | 6             | 3 / 12        | 6             |
| 2019 (II)      | 584,415       | 23.04%        | 2n            | 8 / 32        | 1             | 6 / 12        | 3             |
| 2023           | 918,415       | 34.90%        | 1r            | 13 / 33       | 5             | 8 / 12        | 2             |

### Municipals
| Any  | Vots      | %     | Escons        |
| ---- | --------- | ----- | ------------- |
| 1979 | 36.043    | 2,09  | 86 / 5.356    |
| 1983 | 560.638   | 29,39 | 1.717 / 5.368 |
| 1987 | 461.636   | 23,12 | 1.392 / 5.308 |
| 1991 | 537.080   | 27,03 | 1.592 / 5.333 |
| 1995 | 974.189   | 41,69 | 2.288 / 5.380 |
| 1999 | 983.635   | 44,01 | 2.523 / 5.415 |
| 2003 | 1.052.754 | 43,71 | 2.555 / 5.473 |
| 2007 | 1.148.242 | 47,25 | 2.768 / 5.622 |
| 2011 | 1.171.126 | 47,78 | 2.958 / 5.784 |
| 2015 | 728.216   | 29,44 | 2.219 / 5.742 |
| 2019 | 613.734   | 26,28 | 1.933 / 5.433 |
| 2023 | 878.757   | 35,73 | 2.300 / 5.760 |

#### València
| Elecció | Candidat                 | Vots    | %     | Escons  | +/– | Govern   |
| ------- | ------------------------ | ------- | ----- | ------- | --- | -------- |
| 1983    | Martín Luis Quirós Palau | 141.689 | 36,8  | 13 / 33 | Nou | Oposició |
| 1987    | Martín Luis Quirós Palau | 73.830  | 18,97 | 7 / 33  | 6   | Oposició |
| 1991    | Rita Barberà i Nolla     | 95.238  | 25,5  | 9 / 33  | 2   | Coalició |
| 1995    | Rita Barberà i Nolla     | 223.963 | 49    | 17 / 33 | 8   | Majoria  |
| 1999    | Rita Barberà i Nolla     | 214.119 | 53,25 | 20 / 33 | 3   | Majoria  |
| 2003    | Rita Barberà i Nolla     | 220.548 | 51,15 | 19 / 33 | 1   | Majoria  |
| 2007    | Rita Barberà i Nolla     | 235.158 | 56,67 | 21 / 33 | 2   | Majoria  |
| 2011    | Rita Barberà i Nolla     | 208.727 | 52,54 | 20 / 33 | 1   | Majoria  |
| 2015    | Rita Barberà i Nolla     | 105.963 | 25,71 | 10 / 33 | 10  | Oposició |
| 2019    | María José Català Verdet | 84.491  | 21,78 | 8 / 33  | 2   | Oposició |
| 2023    | María José Català Verdet | 151.482 | 36,97 | 13 / 33 | 5   | Coalició |

### Parlament Europeu
| Parlament Europeu |               |               |               |
| Any               | País Valencià | País Valencià | País Valencià |
| Any               | Vots          | %             | Pos.          |
| 1987              | 490.434       | 24,61         | 2n            |
| 1989              | 390,500       | 22.75%        | 2n            |
| 1994              | 882,448       | 44.19%        | 1r            |
| 1999              | 1,080,472     | 47.66%        | 1r            |
| 2004              | 868,948       | 49.72%        | 1r            |
| 2009              | 984,005       | 52.23%        | 1r            |
| 2014              | 510,586       | 29.01%        | 1r            |
| 2019              | 522,998       | 22.60%        | 2n            |